# Althea Gilharry
Althea Gilharry, född 12 januari 1970, är en friidrottare från Belize. Hon deltog vid olympiska sommarspelen 1996.